# Groinge

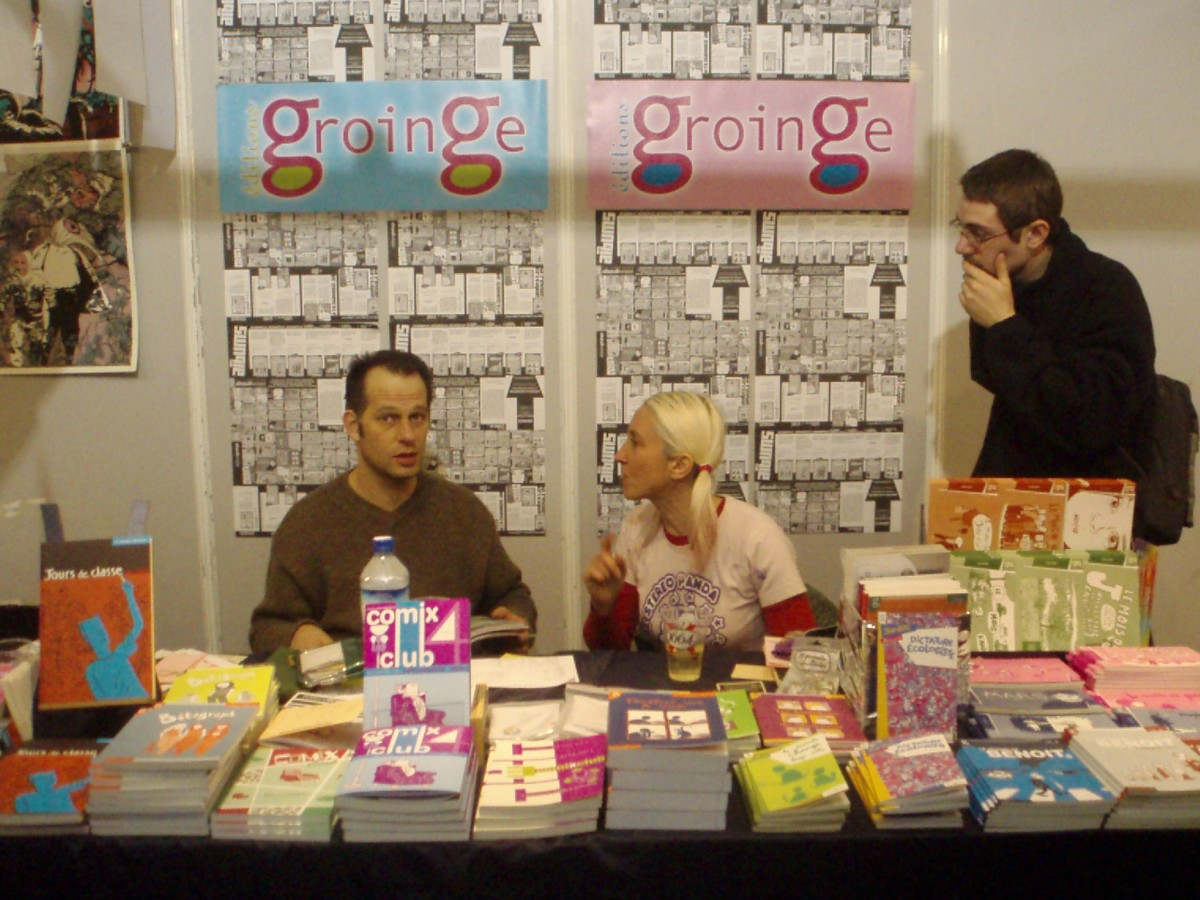
Le stand Groinge à Angoulême 2007, avec à gauche, Big Ben et à droite Fafé.

Groinge est une ancienne maison d'édition niçoise spécialisée dans la bande dessinée créée par Fafé et Big Ben. 
Issue du fanzine Le Phacochère, publié de 1992 à 2003 et Alph-Art fanzine au festival d'Angoulême 2002, Groinge a publié une trentaine d'albums, la plupart entre 2004 et 2006. Le dernier album non signé d'un des deux fondateurs date de 2009.

## Histoire
Groinge est issu du fanzine Le Phacochère, créé en 1992. Après avoir publié des albums de ses deux fondateurs à partir de 1996, Groinge publie également en 2001-2002 des recueils d'habitués du Phacochère (Ancha, BSK, Fifi). Le 29e numéro du fanzine, devenu Le Phaco, reçoit l'Alph-Art fanzine au festival d'Angoulême 2002 — l'année suivante, il est cependant arrêté au trentième numéro.
L'année suivante, Groinge publie un long album d'Ibn Al Rabin, Faudrait voir à voir, et lance en juin Comix Club, revue consacrée à la bande dessinée qui accorde une place importante aux témoignages d'auteurs. En 2005, Groinge lance le projet « Le Mois de... » une collection à périodicité mensuelle de douze albums où douze auteurs racontent chacun un mois de l'année ; Alex Baladi, Sandrine Lemoult, Jean Bourguignon, Jean-Paul Jennequin participent notamment à ce projet.
En 2006, Jennequin succède à Big Ben comme rédacteur en chef de Comix Club. Six numéros sont publiés en deux ans. À partir de 2008, le rythme de publication du fanzine critique ralentit cependant fortement et son onzième et dernier numéro sort en 2010, comme le dernier album diffusé en librairie de Groinge.
En sommeil depuis 2010, Groinge est brièvement réactivé lorsque Big Ben publie en 2015 un petit album dénonçant la fermeture de l'école Jean Jaurès du Pradet.

## Publications
- 30 numéros du fanzine Le Phacochère, 1992-2003.
- Albums d'Ancha, Big Ben, Jean Bourguignon, BSK, Fafé, Fifi, Ibn Al Rabin, Thierry Lagalla et Gilles Rochier, 1996-2015.
- 11 numéros du fanzine critique Comix Club, 2004-2010.
- 12 volumes dans la collection « Le Mois de », 2005-2006. Choi Juhyun et Otto T., Alex Baladi, Bsk, Fafé, Sandrine Lemoult, Jean Bourguignon, Jean-Paul Jennequin, Fifi, Lénon, Dolph, Éric Bosley et Ancha.